# Dompierre-Becquincourt
Dompierre-Becquincourt è un comune francese di 653 abitanti situato nel dipartimento della Somme nella regione dell'Alta Francia.

## Società

### Evoluzione demografica
Abitanti censiti